# Lyot (cráter marciano)

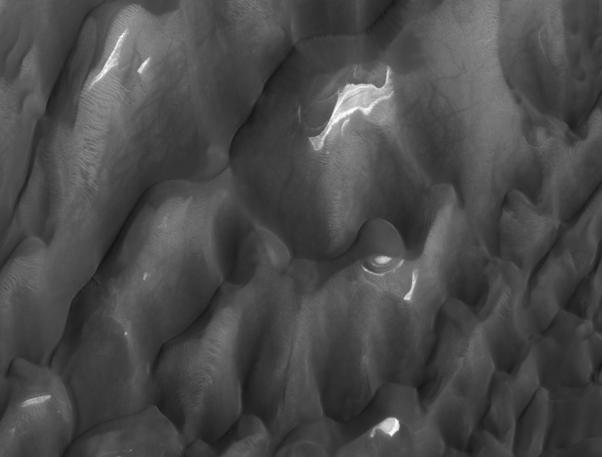
Dunas en Lyot (imagen HiRISE), con derrubios en tono claro y pistas de diablo.

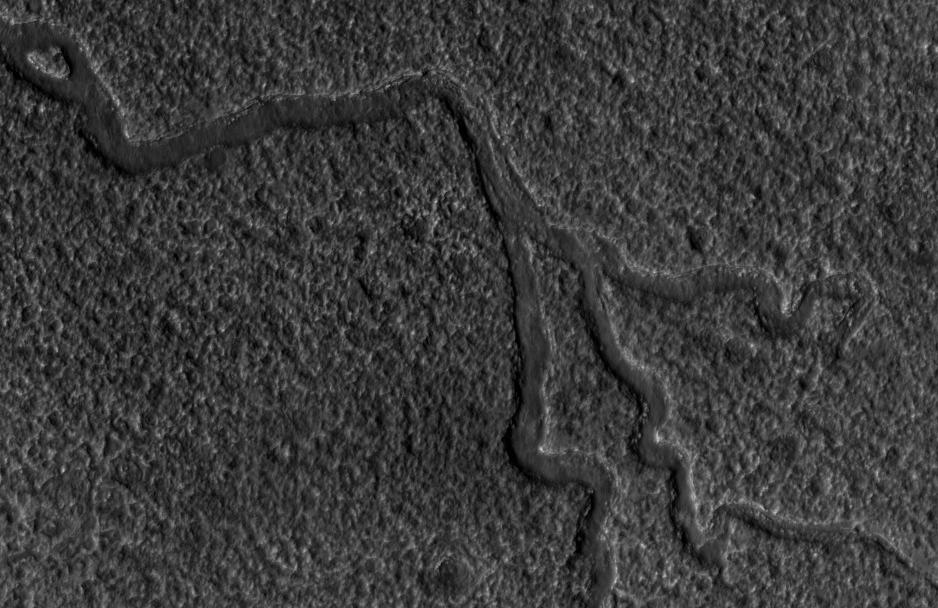
Canales en Lyot

Lyot es un cráter de impacto de grandes proporciones del planeta Marte situado al noroeste del cráter Moreux, al norte de Cerulli, al noreste de Bamberg y al sureste de Kunowsky, a 50.5° norte y 29.3º este.
| |
| Cráter Lyot, fotografía de la cámara CTX a bordo del Mars Reconnaissance Orbiter. Vista general de los canales (El norte, hacia la izquierda de la fotografía). |

| Detalle de los canales | Meandros en un canal |

El impacto causó una depresión de 236 kilómetros de diámetro. El nombre fue aprobado en 1973 por la Unión Astronómica Internacional, en honor al astrónomo francés Bernard Lyot (1897-1952).